# 迦陵性音

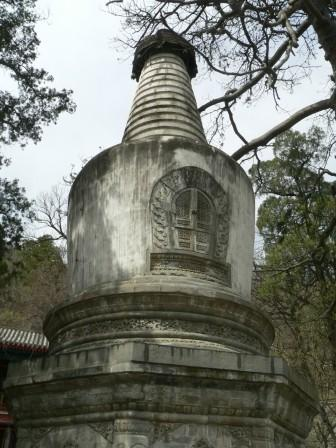
迦陵禅师的墓塔

迦陵性音（17世纪？—1726年），法名性音，字迦陵，是清朝清康熙雍正年间大觉寺的住持。
迦陵禅师俗姓李，是沈阳人，二十四岁时在河北石家庄毗卢寺剃度受戒。 后到北京柏林寺修行，并在那里遇见了雍亲王胤禛，即后來的雍正帝。胤禛曾向迦陵禅师印证过佛法。康熙59年（1721年），胤禛推迦陵禅师主持西山大觉寺。在大觉寺的四宜院内，迦陵禅师载下一棵玉兰，至今仍花容叶茂。
胤禛登基后，迦陵法师被放逐至江西庐山隐居寺。迦陵禅师于雍正四年（1726年）圆寂于庐山隐居寺，两年后被追赐为国师，敕封圆通妙智大觉禅师。乾隆十二年（1747年）御赐在大觉寺内建一覆钵式舍利塔，称为迦陵舍利塔。

## 主要著作
迦陵禅师著作共有120卷之多，其中有语录20卷著有《宗鉴法林》73卷，《宗统一丝》12卷等